# Chloridolum viridipenne
Chloridolum viridipenne là một loài bọ cánh cứng trong họ Cerambycidae.